# Umingmaktok
Umingmaktok (« il ou elle a attrapé un bœuf musqué ») est située dans la région de Kitikmeot dans le territoire canadien du Nunavut. La communauté était connue auparavant sous le nom de Bay Chimo et les Inuits réfèrent à la communauté en parlant de Umingmaktuuq (« comme un bœuf musqué »).
Le recensement de 2006 de Statistiques Canada n'y dénombre aucun habitant.

## Annexe